# Ebinania brephocephala
Ebinania brephocephala is een  straalvinnige vissensoort uit de familie van psychrolutiden (Psychrolutidae). De wetenschappelijke naam van de soort is voor het eerst geldig gepubliceerd in 1903 door Jordan & Starks.
De soort staat op de Rode Lijst van de IUCN als Onzeker, beoordelingsjaar 2009.